# … und morgen fahrt ihr zur Hölle
… und morgen fahrt ihr zur Hölle (Alternativtitel: Inferno in den Ardennen, Originaltitel: Dalle Ardenne all’inferno) ist ein Kriegsfilm des Regisseurs Alberto De Martino. Der Film spielt kurz vor Kriegsende des Zweiten Weltkrieges in den damals von Deutschland besetzten Niederlanden. Der in italienisch-deutsch-französischer Koproduktion entstandene Film feierte am 12. Juli 1968 Deutschlandpremiere.

## Handlung
Kurz vor Ende des Zweiten Weltkrieges gelingt es drei US-Soldaten aus einem deutschen Kriegsgefangenenlager in den besetzten Niederlanden zu fliehen. Ihr Ziel ist das nahegelegene Amsterdam. In der dortigen Stadtkommandantur, in einem Tresorraum, vermuten sie neben kriegswichtigen Unterlagen auch einen Diamantenschatz von unermesslichem Wert. Beim Ausbruch erhalten die Flüchtlinge Unterstützung vom niederländischen Widerstand. Deshalb veranlasst der deutsche SS-General Hassler die Erschießung von 30 Einheimischen – sehr zum Unwillen des Stadtkommandanten General von Keist, denn dieser fürchtet um das Ende des bestehenden Waffenstillstandes mit den niederländischen Partisanen.
Die Gruppe um die drei Ausbrecher entführt Kristin von Keist, die junge Ehefrau des Generals, um mit deren Hilfe leichter in die Kommandantur eindringen zu können. Sie wissen um die eigentliche Herkunft von Kristin und schaffen es, sie auf ihre Seite zu bringen. Doch bald muss Kristin feststellen, dass nicht alle in der Gruppe aus ehrenhaften Motiven mitmachen, denn die drei flüchtigen Kriegsgefangenen haben es ausschließlich auf den Diamantenschatz abgesehen, um diesen für sich zu behalten.
Als die Gruppe schließlich die Diamanten an sich bringen kann, hat sie sofort die Armee von General von Keist und bald darauf auch die Truppen von SS-General Hassler im Nacken. Die Flucht endet schließlich inmitten eines Gefechts zwischen US-Fallschirmjägern und der deutschen Wehrmacht. Das Scharmützel endet für die US-Amerikaner siegreich und die drei Ausreißer gelangen wieder unter die Obhut der US-Armee.

## Kritik
„Uneinheitliche Mischung aus Kriegsstück, Krimi und Komödie. Bedenklich erscheint die Ansiedlung dieser bloßen Unterhaltung im Schrecken des Krieges.“

Cinema Nuovo merkte an: Vielleicht war es die Ambition des Regisseurs, ein Produkt zu präsentieren, in dem sämtliche möglichen Themen des Krieges als Fresko präsentiert werden. Das Ergebnis jedenfalls ist ziemlich bescheiden, nicht nur, weil so keines der Themen vertieft werden kann, sondern auch in punkto Ausstattung. (No. 191, Februar 1968)

## Hintergrund
- Der Film thematisiert unter anderem den niederländischen Widerstand in Zeiten der Besetzung der Niederlande durch die deutsche Wehrmacht. Die Erschießung von Einheimischen wegen angeblicher Unterstützung von Widerstandskämpfern oder Hilfe für flüchtige Kriegsgefangene war ein häufig angewendetes Mittel der Repression.
- Die Filmfigur Hassler trägt im Film den Rang SS-General. Dieser Rang existierte nicht.
- Der Werbespruch auf den englischsprachigen Filmplakaten war „They go where Eagles dare not“- eine ironische Aaspielung auf den Filmtitel Where eagles dare (Agenten sterben einsam).